# Mellicta gilbon
Mellicta gilbon är en fjärilsart som beskrevs av Hans Fruhstorfer 1917. Mellicta gilbon ingår i släktet Mellicta och familjen praktfjärilar. Inga underarter finns listade i Catalogue of Life.